# Dendrobate à tapirer
Dendrobates tinctorius
Espèce
Synonymes
- Rana tinctoria Cuvier, 1797
- Calamita tinctorius Schneider, 1799
- Dendrobates tinctorius var. daudini Steindachner, 1864
- Dendrobates machadoi Bokermann, 1958
- Dendrobates azureus Hoogmoed, 1969

Statut de conservation UICN

 LC  : Préoccupation mineure
Statut CITES
Dendrobates tinctorius est une espèce d'amphibiens de la famille des Dendrobatidae. En français, elle est nommée Dendrobate à tapirer ou Dendrobate teint.

## Répartition et habitat
Cette espèce se rencontre en Guyane, au Suriname, en Guyana et au Brésil en Amapá et au Pará,.
Elle vit dans la forêt tropicale humide jusqu'à 600 m d'altitude. C'est une espèce terrestre qui vit sur les rochers et mousses près des cours d'eau. Elle reste la plupart du temps sur le sol, mais peut être trouvée jusqu'à 5 m de haut dans les arbres,.

## Description
Les mâles mesurent de 40 à 50 mm et les femelles jusqu'à 60 mm.

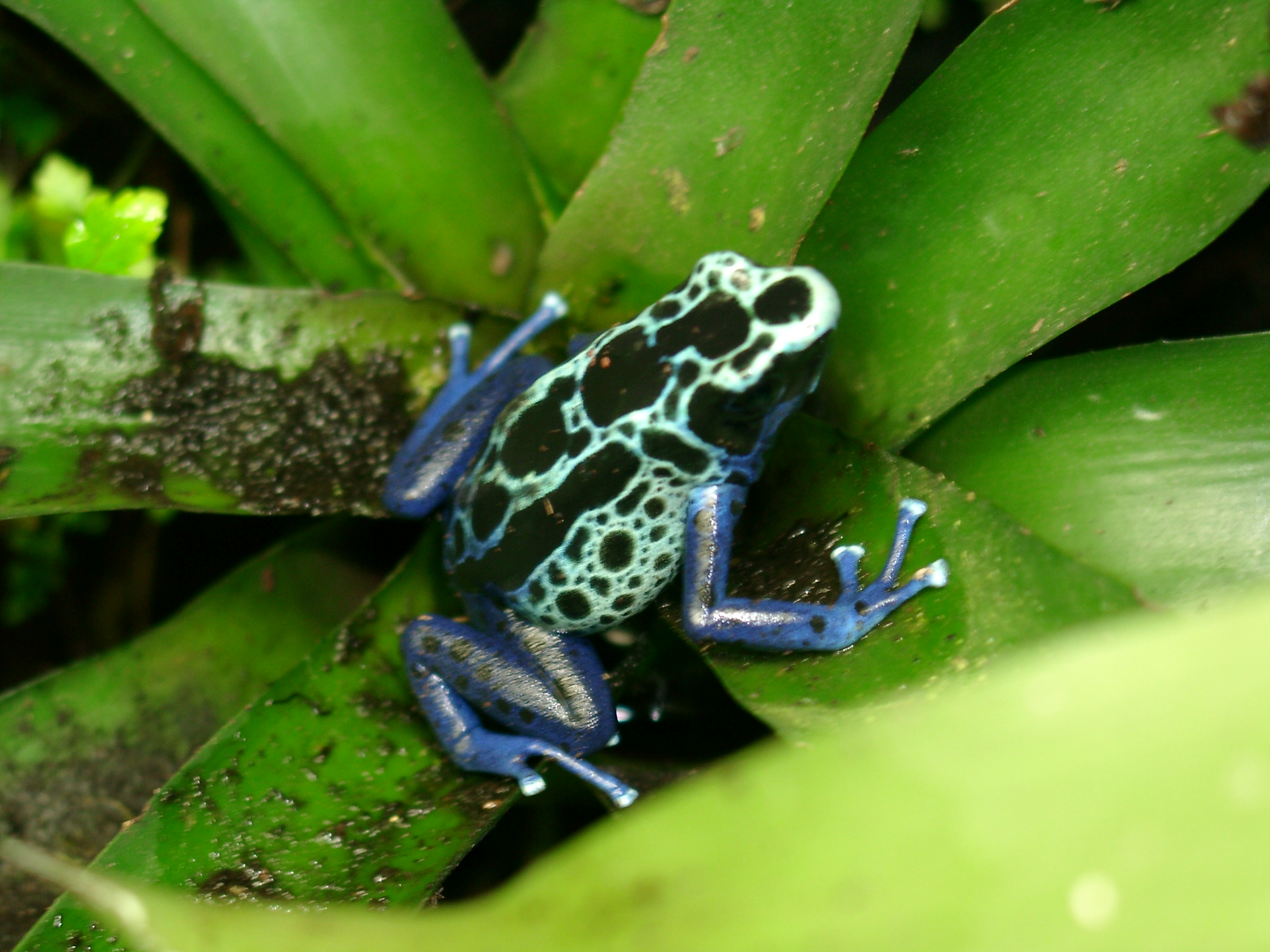
Dendrobates tinctorius

Les couleurs de sa robe peuvent grandement varier d'une région à l'autre, allant du bleu au jaune plus ou moins maculé de noir. Sa description morphologique ne peut être aisée, car cette espèce présente une trentaine de variantes morphologiques connues. On soupçonne que cette espèce soit en fait composée d'un vaste complexe de plusieurs espèces.
Elle vit au sol mais ne dédaigne pas de grimper aux arbres pour chercher sa nourriture, et même pour déposer un têtard dans un trou d'eau.
Comme la plupart des représentants de cette famille, elle est connue pour être venimeuse passive, c'est-à-dire qu'elle produit un venin non injectable sécrété par des glandes spécialisées, qui intoxique l'organisme qui la touche par contact avec la peau et/ou les muqueuses . En effet, loin d'être agressive, cette grenouille n'est dangereuse que si le mucus qui la recouvre entre en contact avec une plaie ou des muqueuses.
Son poison très toxique est sécrété par des glandes présentes dans sa peau. Élevée en captivité, elle perd sa toxicité. On la soupçonne donc de puiser ses toxines dans son alimentation.

## Reproduction
La femelle dendrobate à tapirer pond de 4 à 10 œufs dans des endroits sombres et humides comme un creux dans une racine ou le cœur d'une plante. Le mâle dépose ensuite les têtards dans l'eau, un par un.

## Alimentation
Dendrobates tinctorius se nourrit de petits arthropodes qui peuplent le sol et la flore basse de la forêt : collemboles, fourmis et acariens par exemple.

## Étymologie
Le nom d'espèce tinctorius ne provient pas de ses couleurs vives, mais d'une utilisation qu'en font certaines tribus amérindiennes : le mucus de ces grenouilles est frotté sur la peau de jeunes perroquets, à l'emplacement de plumes caudales précédemment arrachées, l'intoxication de l'épiderme provoquant la repousse de plumes anormalement colorées et appréciées pour la confection de parures. C'est ce que l'on appelle le tapirage. Ces sécrétions auraient également été utilisées par certaines tribus pour la confection de poisons de chasse ou de guerre.

## Menaces et protection
Cette grenouille étant protégée sur le territoire de la Guyane française, elle est, sauf autorisations spéciales, interdite de transport et de commercialisation en France.

## Galerie

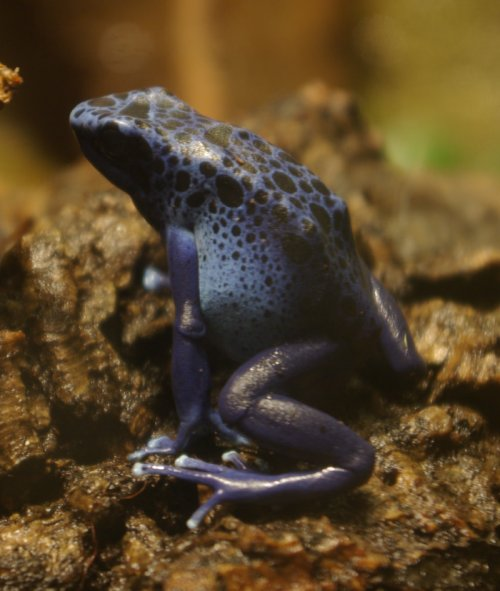
Dendrobates tinctorius
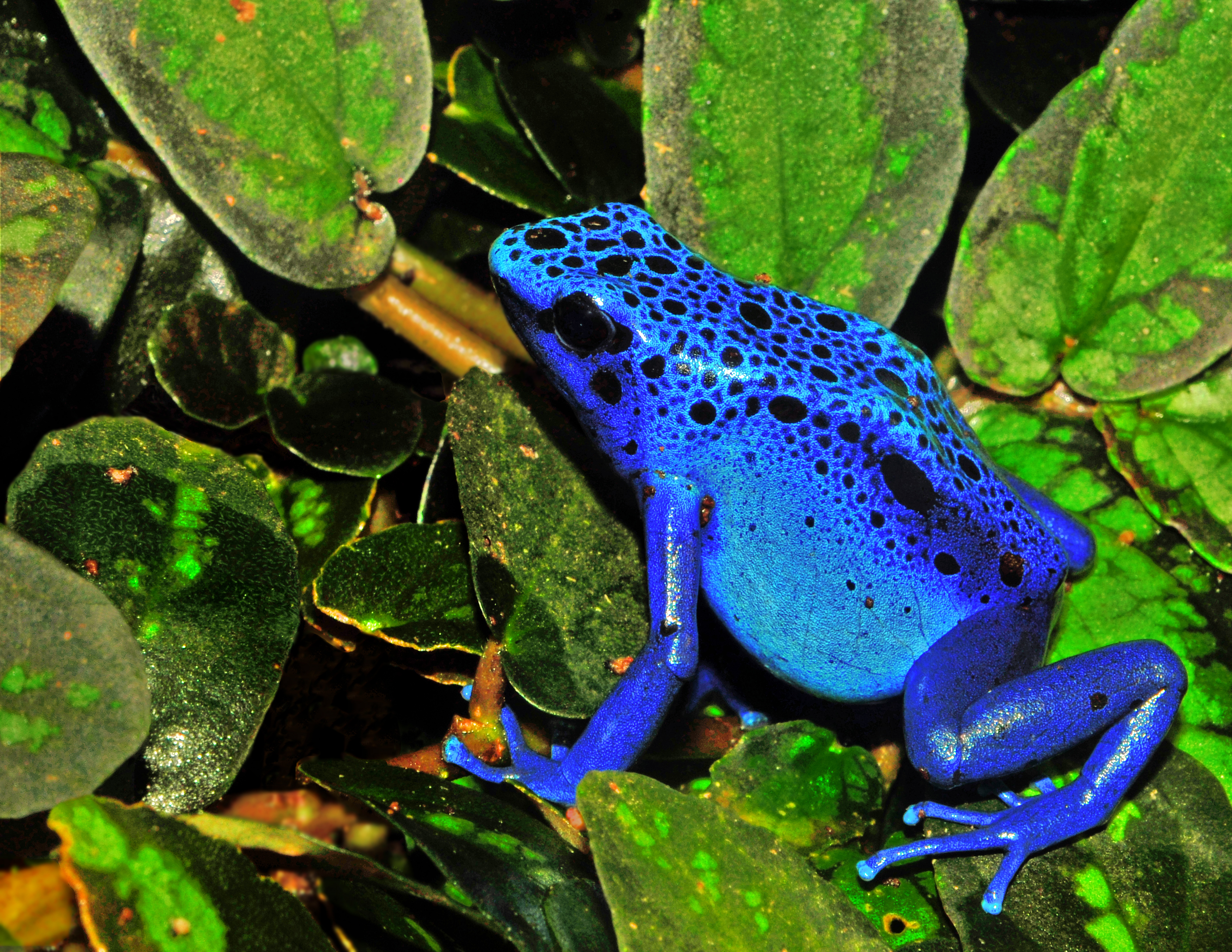
Dendrobates tinctorius "Azureus"
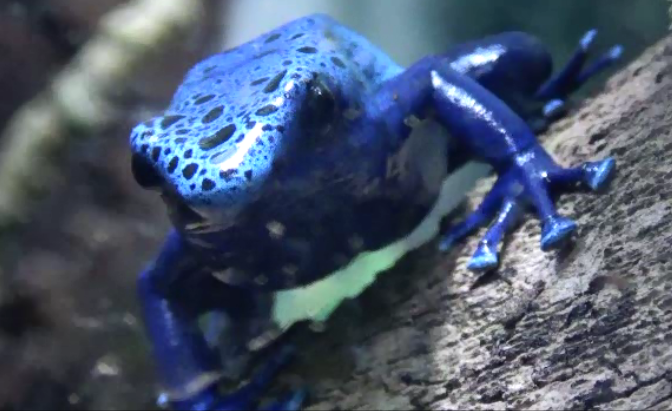
Drendobates tinctorius "azureus" - Dendrobate à tapirer "bleu" à la ménagerie du Jardin des plantes de Paris
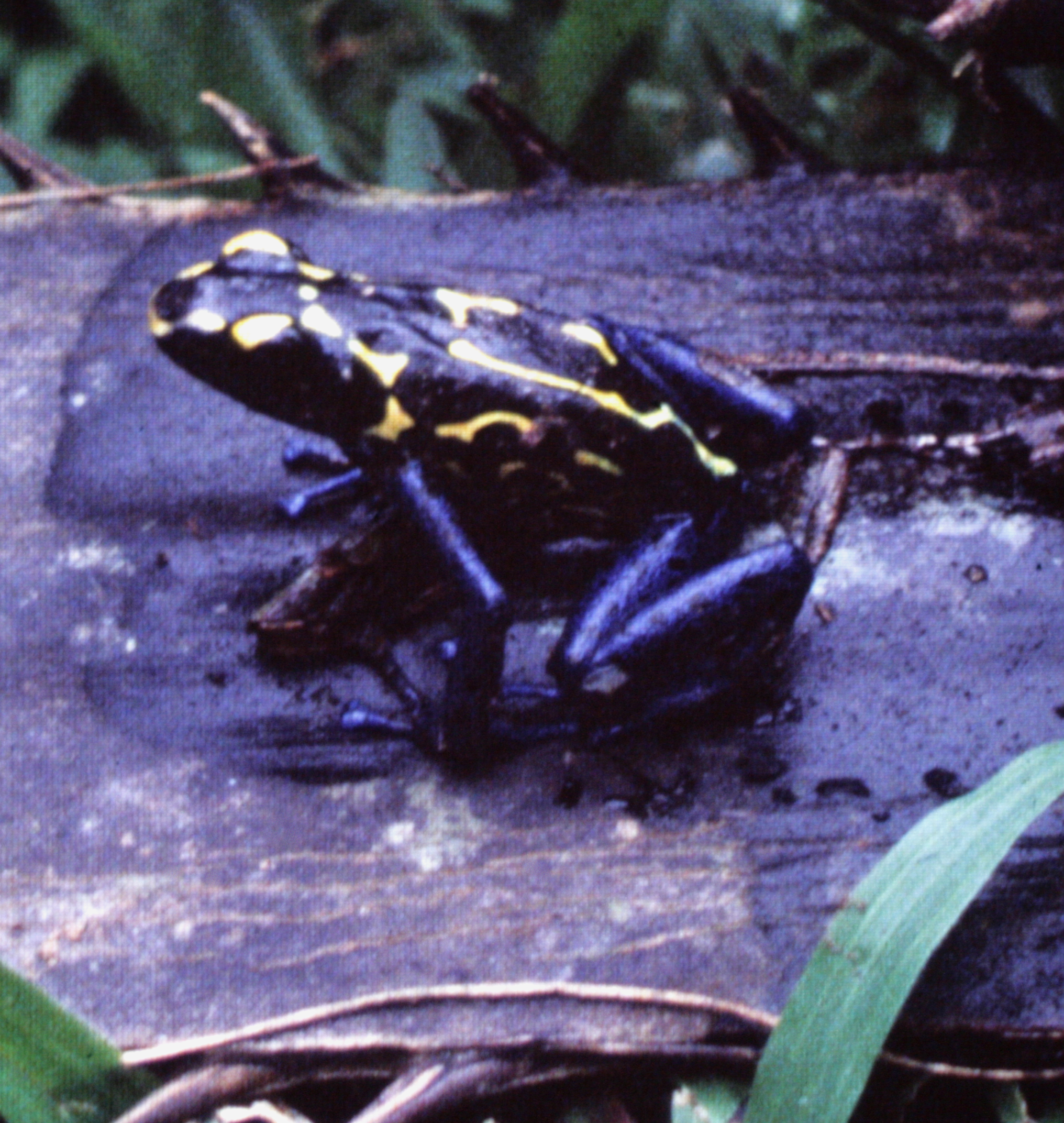
Dendrobates tinctorius du Suriname
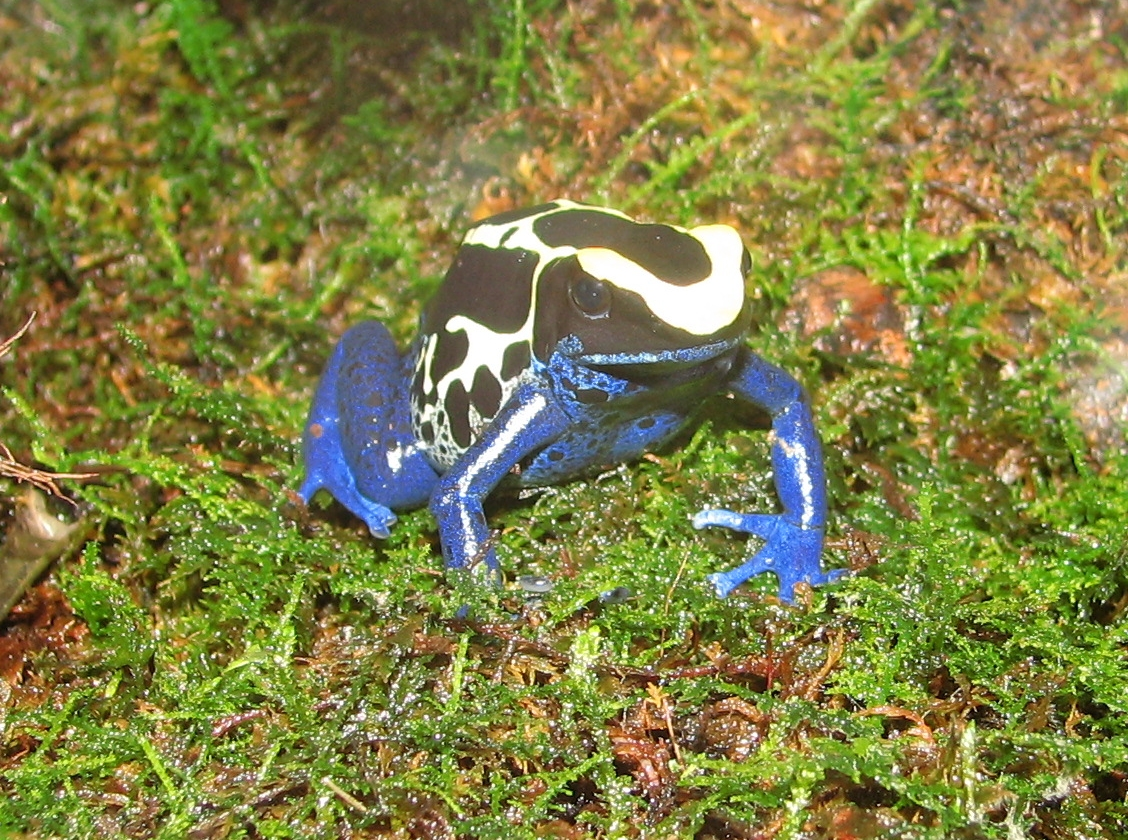
Dendrobates tinctorius au Newport Aquarium
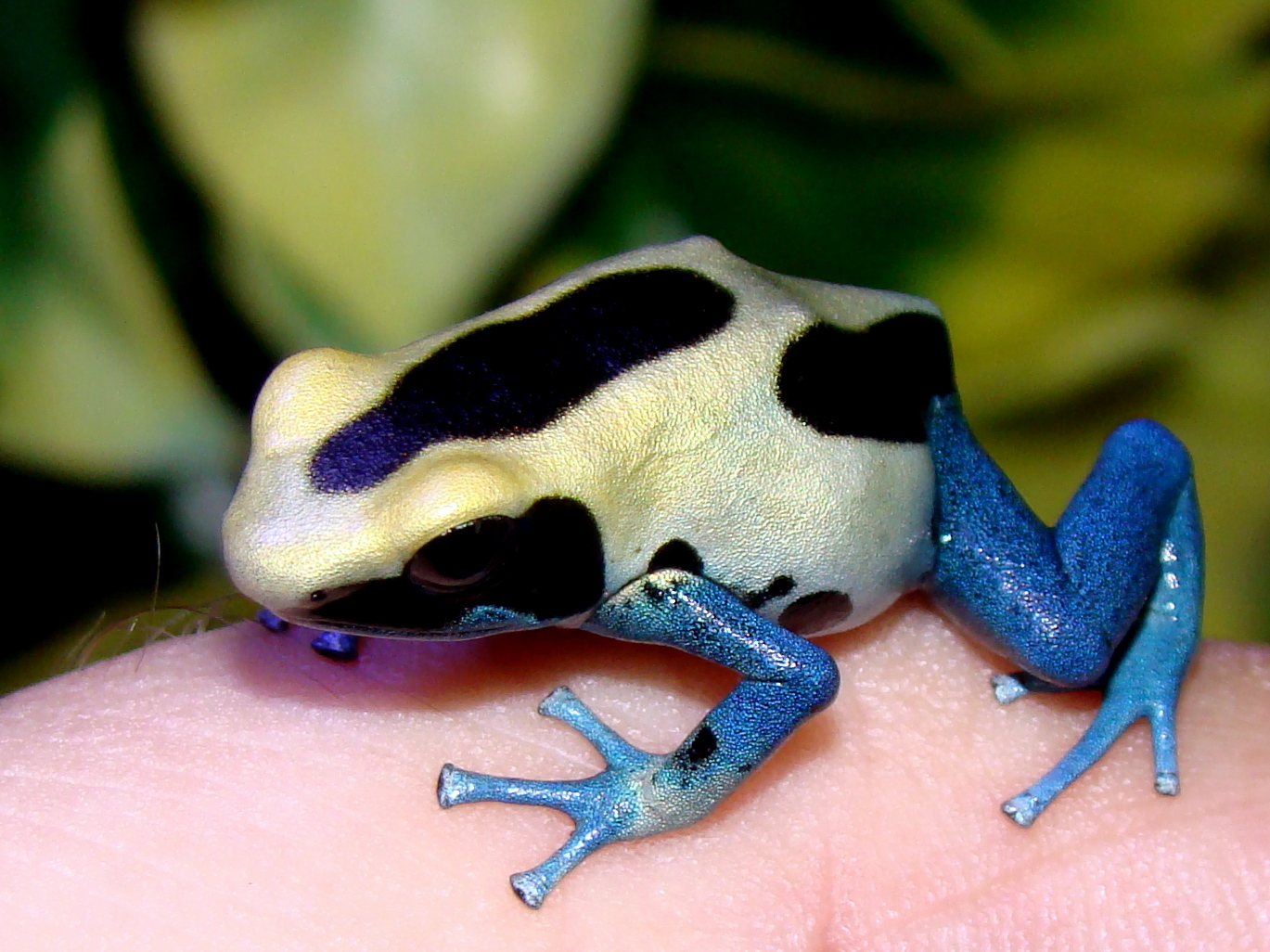
Dendrobates tinctorius "Patricia" (femelle)
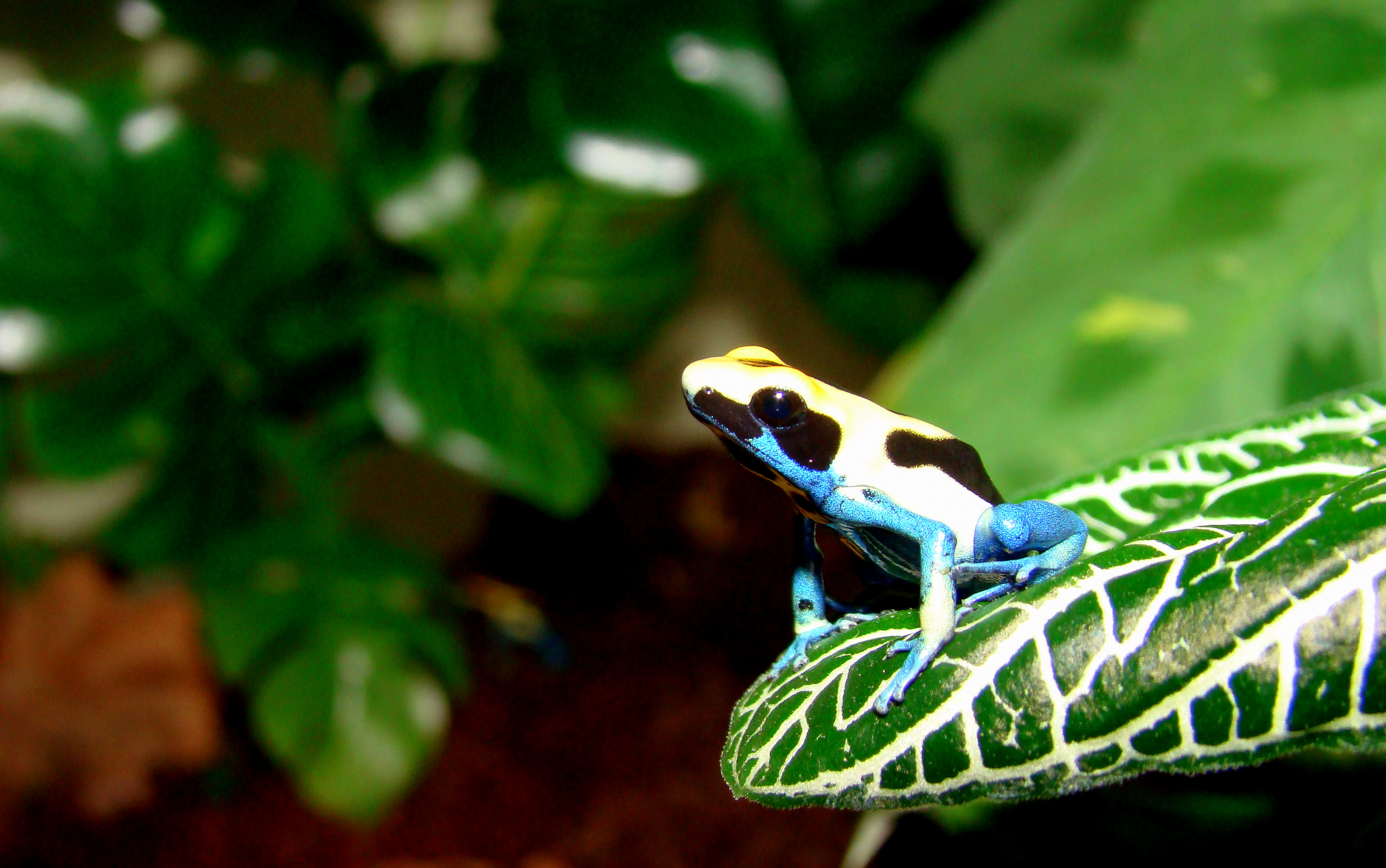
Dendrobates tinctorius (mâle) sur une feuille de Fittonia albivenis
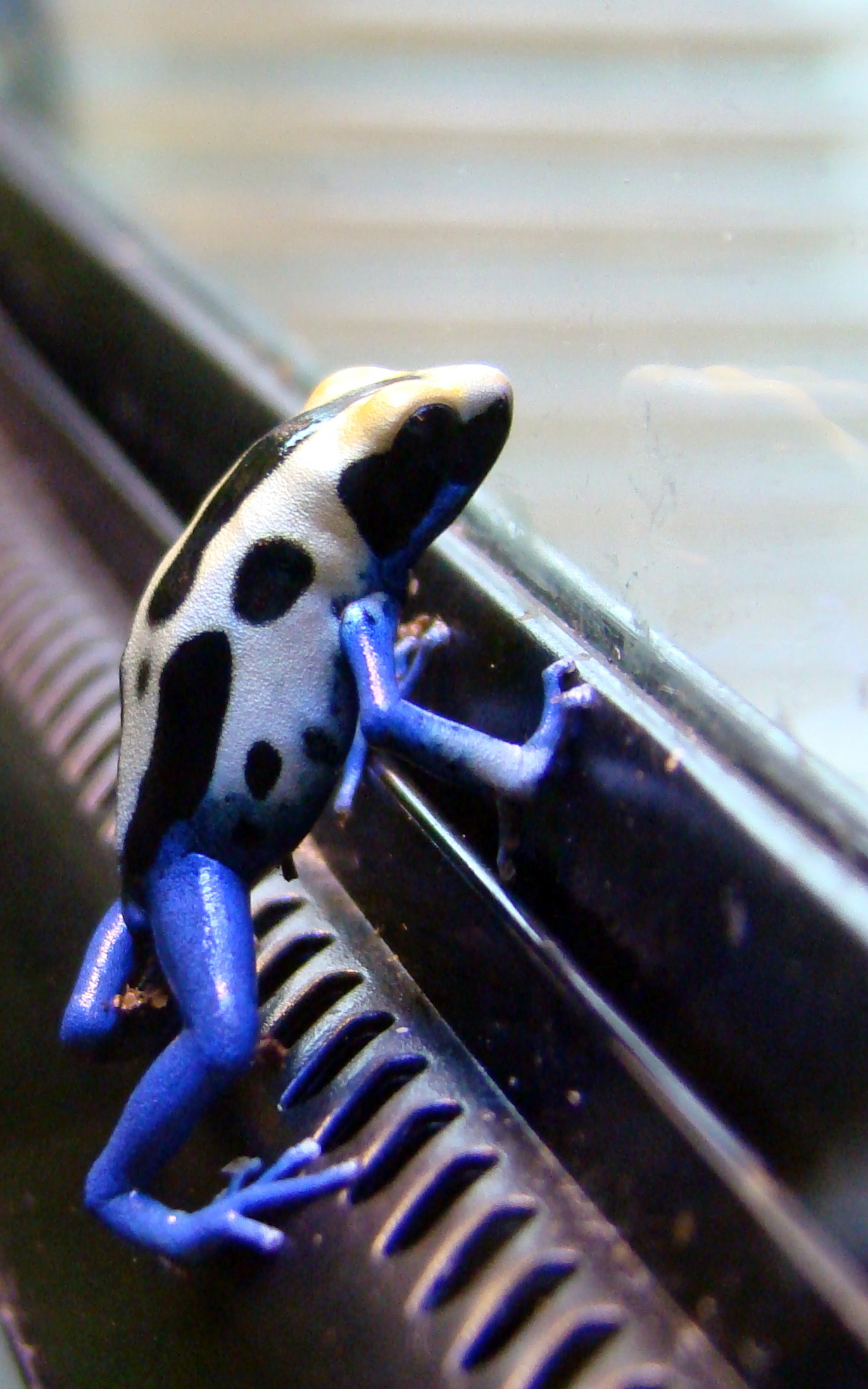
Dendrobates tinctorius "Cobalt" (mâle)
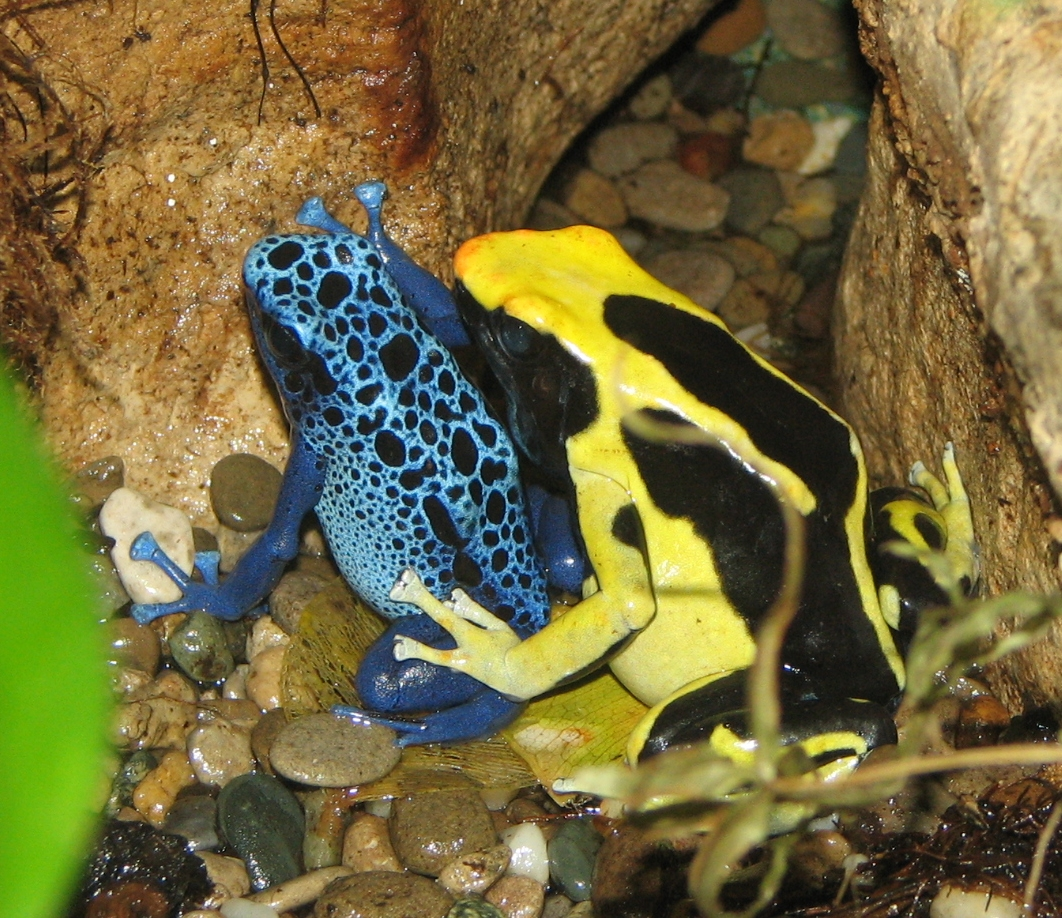
Dendrobates tinctorius "Azureus" (gauche) et Dendrobates tinctorius "Regina" (droite)
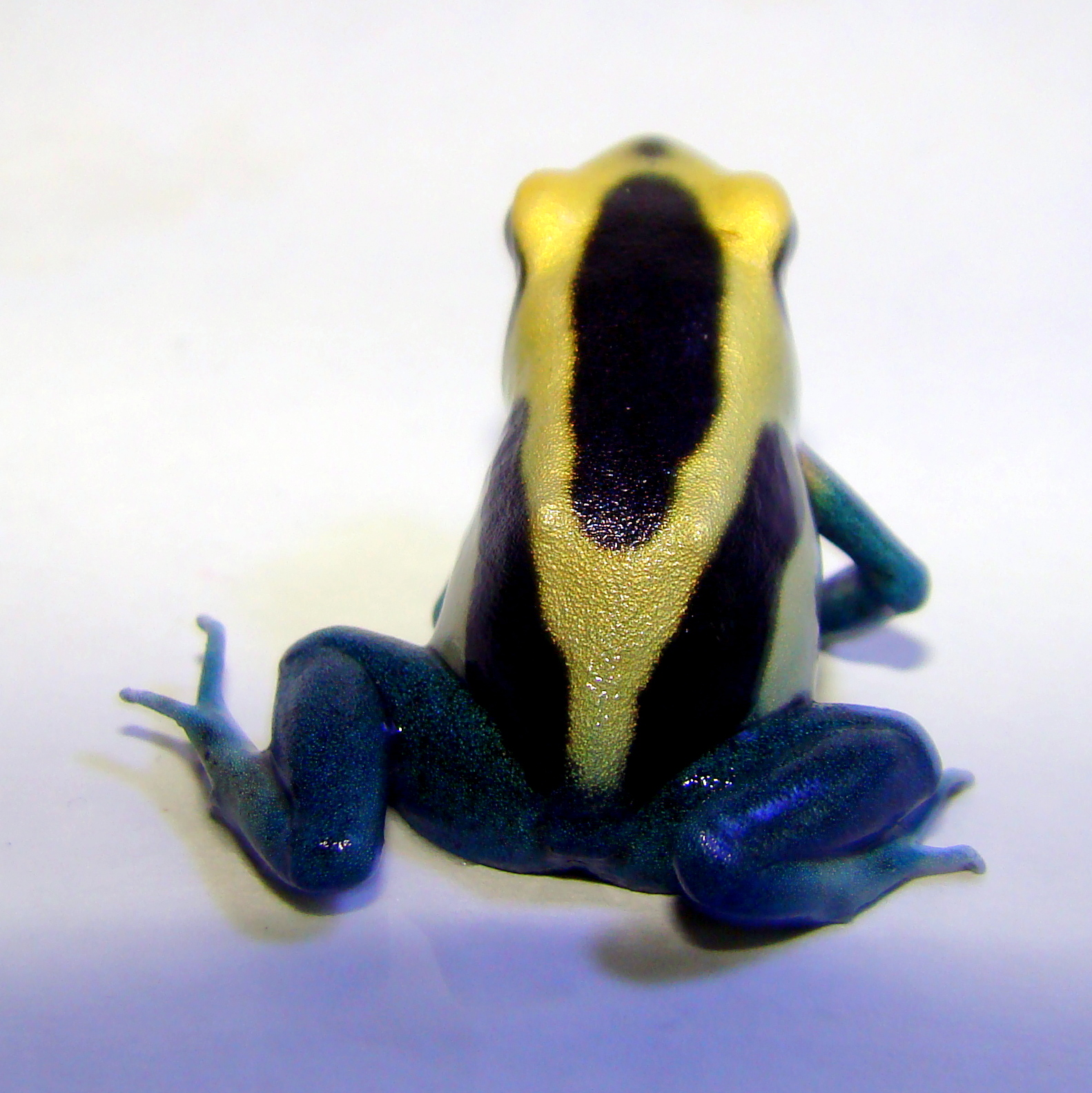
Dendrobates tinctorius
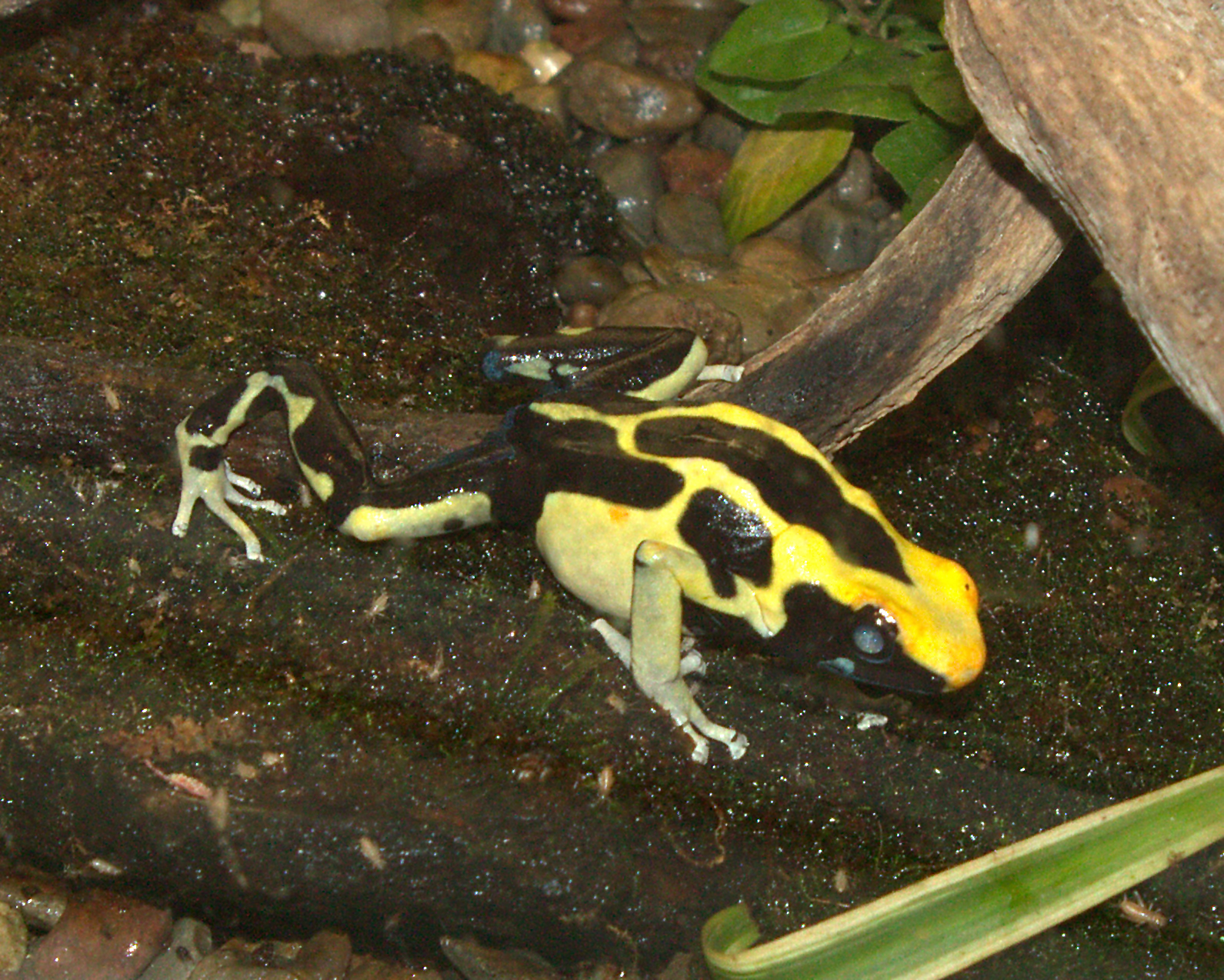
Dendrobates tinctorius au Cincinnati Zoo and Botanical Garden
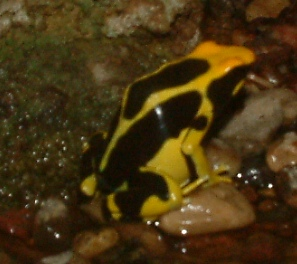
Dendrobates tinctorius "Regina"
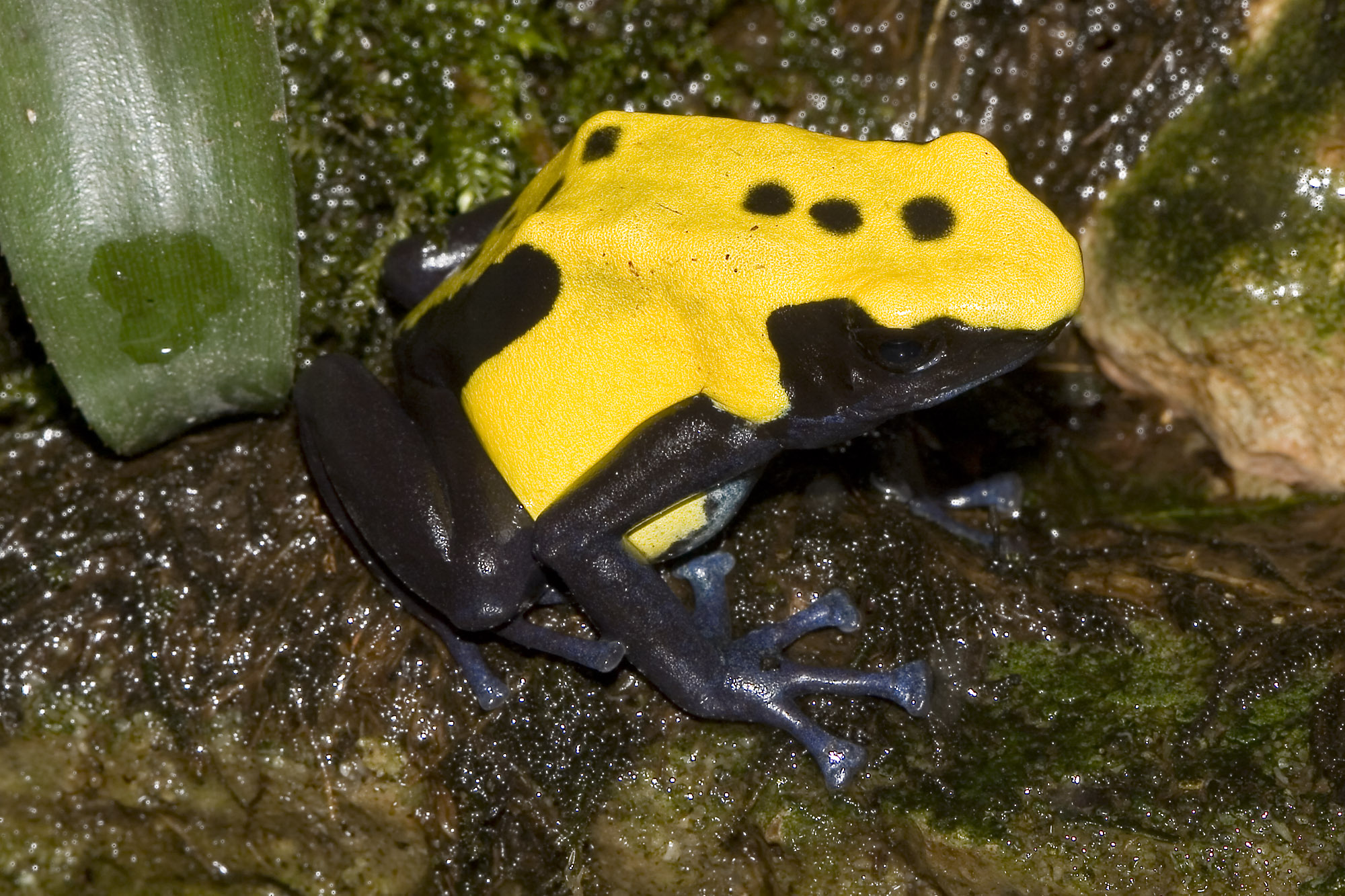
Dendrobates tinctorius "Citronella"
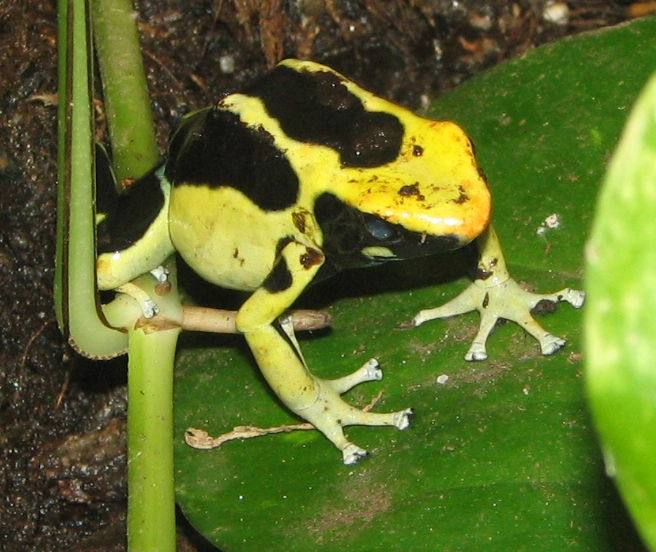
Dendrobates tinctorius "Regina"
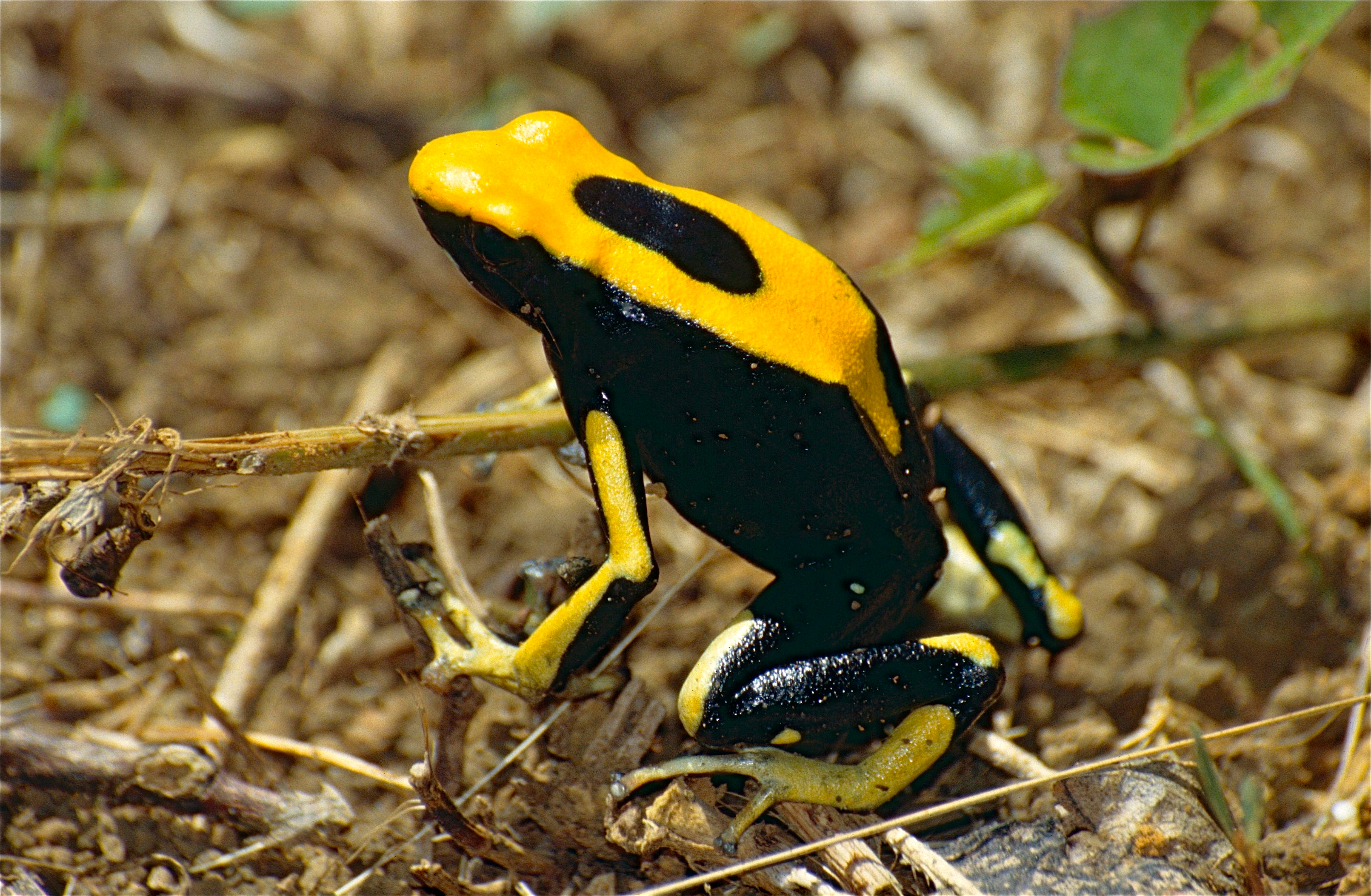
Dendrobates tinctorius (Guyane, France)

Dendrobates à tapirer au zoo de Karlsruhe
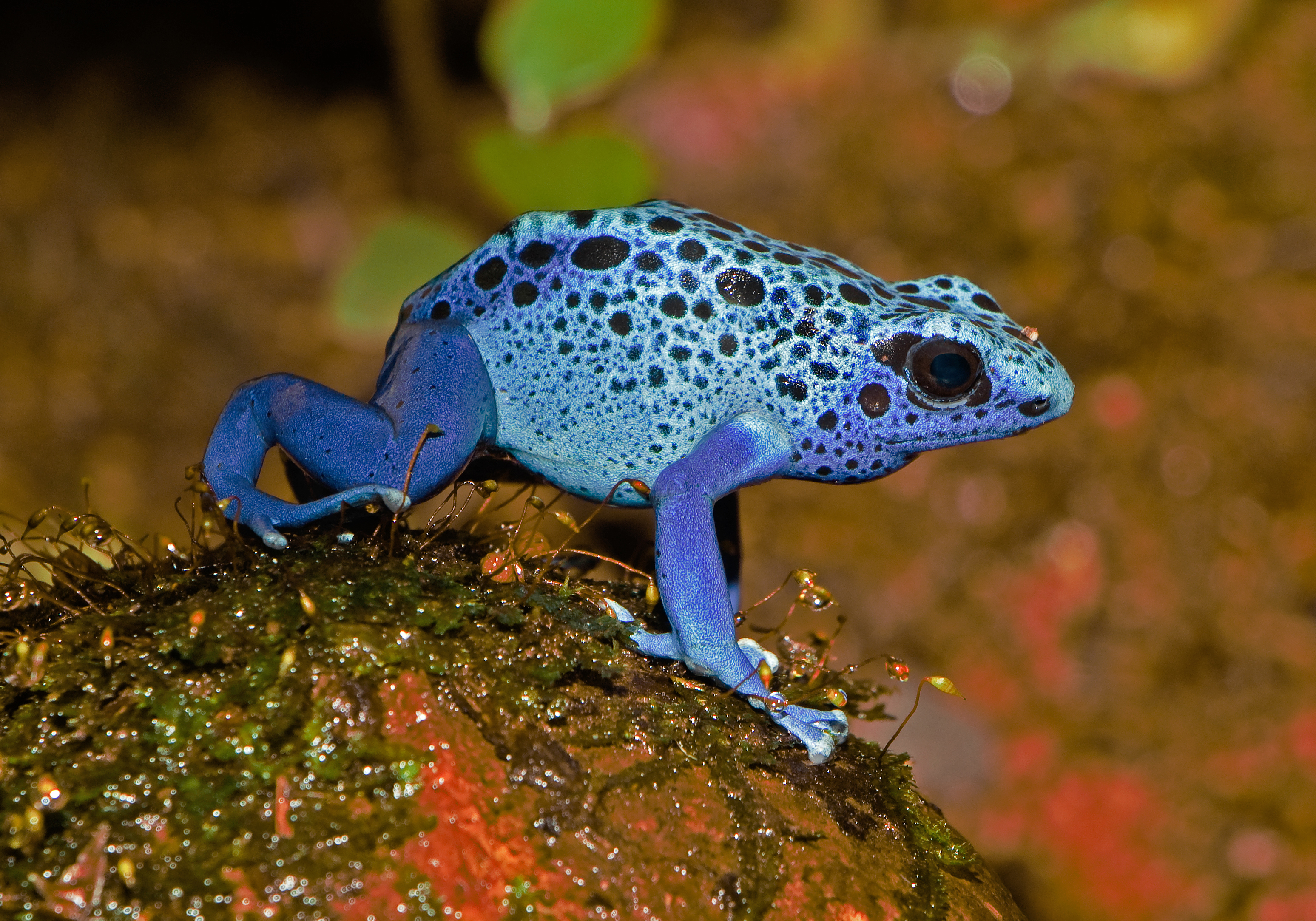
Dendrobates tinctorius au zoo de Karlsruhe.
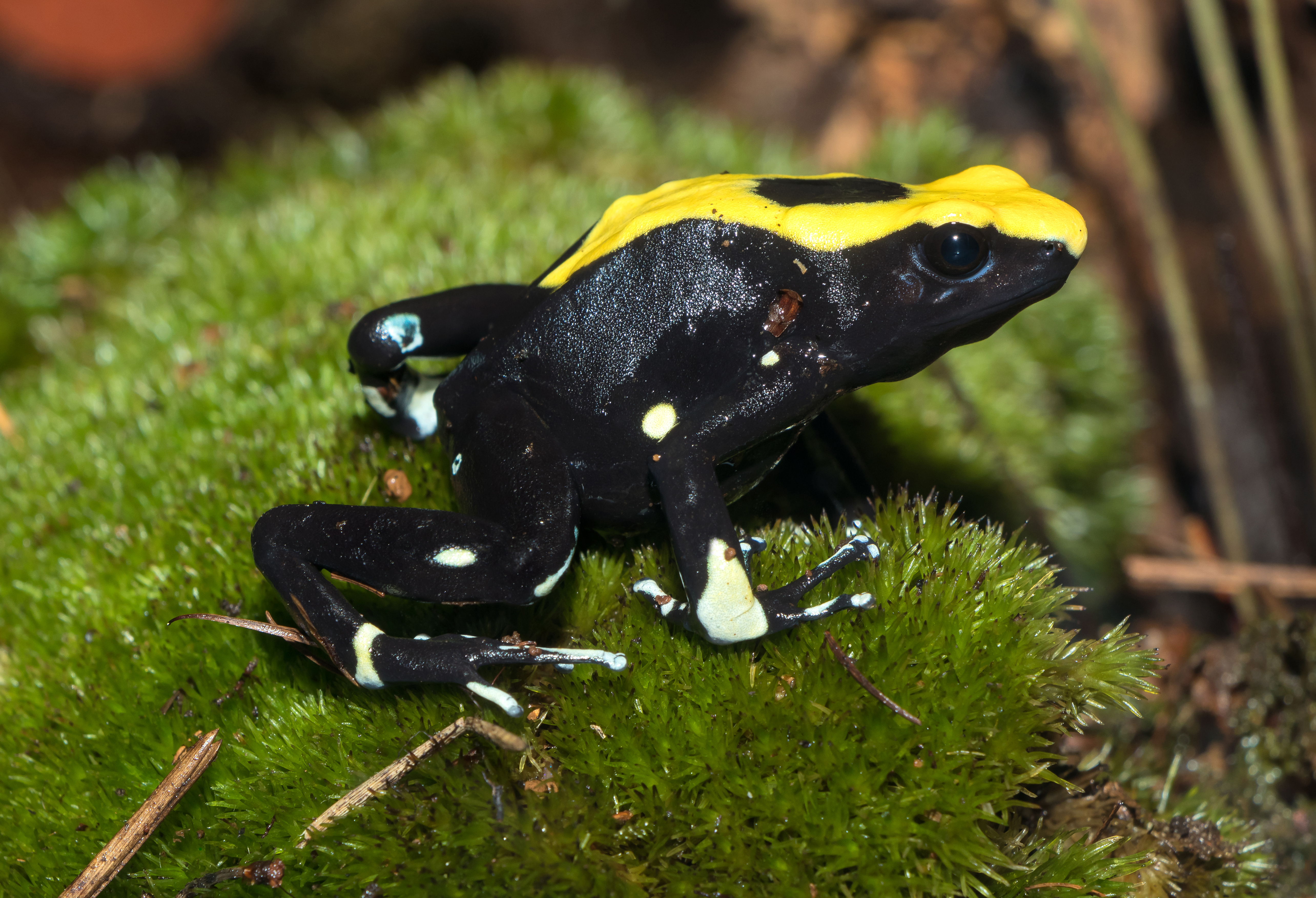
Dendrobates tinctorius au zoo de Karlsruhe.
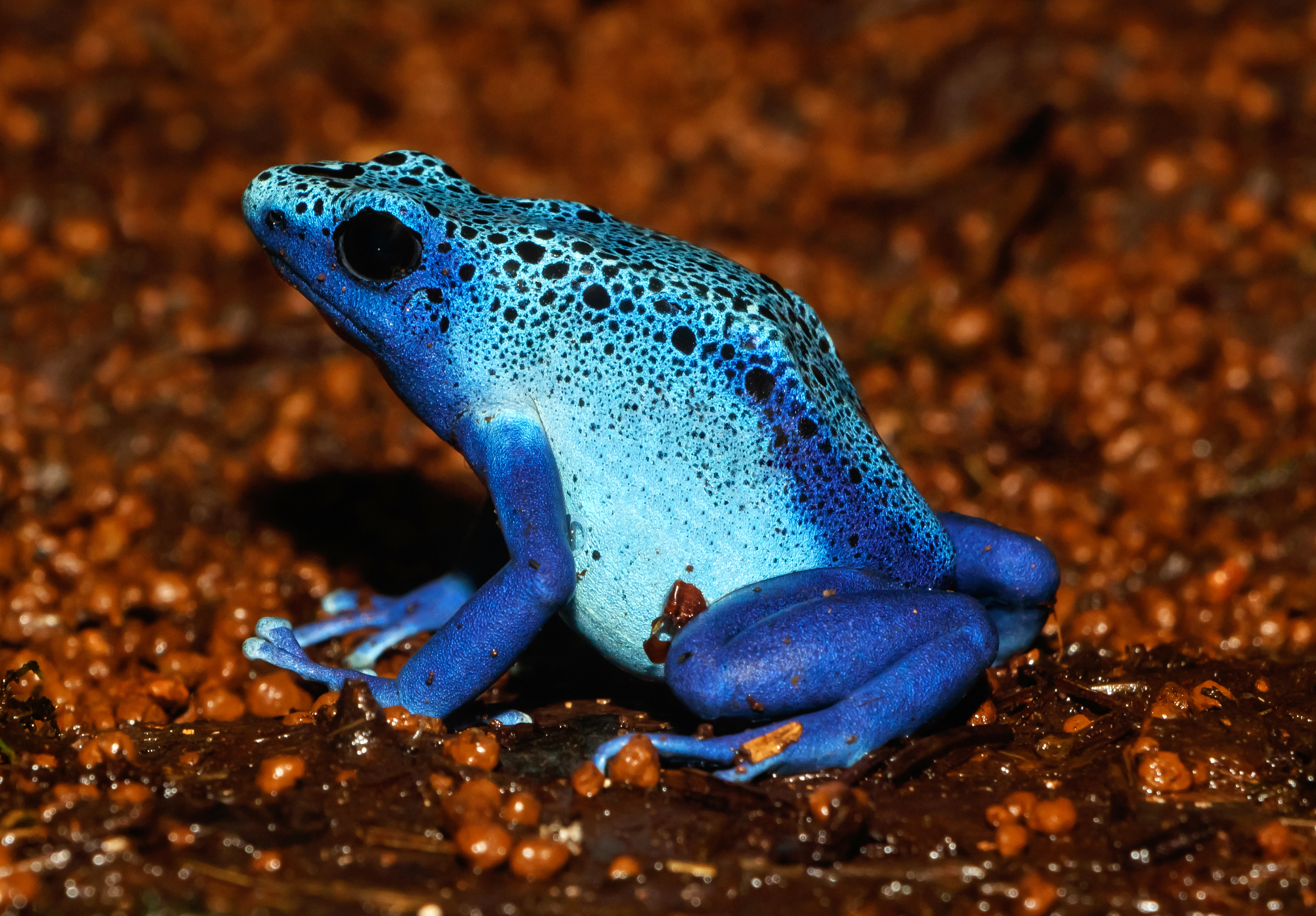
Dendrobate à tapirer au zoo de Karlsruhe.

## Publication originale
- Cuvier, 1797 : Tableau élémentaire de l'histoire naturelle des animaux. (texte intégral).